# Auld Lang Syne (film 1911)
Auld Lang Syne è un cortometraggio muto del 1911 diretto da Laurence Trimble. Il titolo del film riprende quello che in Italia si conosce come il "Valzer delle candele", una canzone tradizionale diffusissima nei paesi anglosassoni.
Il film è conosciuto anche come Old Lang Syne.
Jean era il cane del regista che lo utilizzò in una serie di film girati dal 1910 al 1913, facendolo diventare una delle prime star canine dello schermo.

## Produzione
Il film fu prodotto nel 1911 dalla Vitagraph Company of America.

## Distribuzione
Distribuito dalla General Film Company, il film - un cortometraggio in due bobine - uscì nelle sale statunitensi il 7 novembre 1911.